# Království Wu (1363–1367)
Království Wu (čínsky pchin-jinem Wú, znaky zjednodušené 吴, tradiční 吳) bylo jedním z krátkodobých povstaleckých států existujících v Číně během povstání rudých turbanů, v závěrečné fázi trvání říše Jüan. Založil jej roku 1363 Čang Š'-čcheng kontrolující ze Su-čou většinu Ťiang-su a severní Če-ťiang. Čang Š'-čchengův rival Ču Jüan-čang se začátkem roku 1364 také prohlásil králem Wu. V následné válce starší království Wu podlehlo a roku 1367 bylo začleněno do Čuova státu, od začátku roku 1368 přejmenovaného na říši Ming.

## Historie
Čang Š'-čcheng, jeden z vůdců povstání rudých turbanů, si v letech 1353–1357 vydobyl samostatné panství v Ťiang-su a severním Če-ťiangu s hlavním městem v Su-čou. Roku 1357 se vzdal titulu král Čou a formálně se podřídil jüanské vládě.
Po porážce a smrti Čchen Jou-lianga, císaře říše Chan, ve válce s Ču Jüan-čangem se Čang Š’-čcheng zřekl formální podřízenosti jüanské vládě a v říjnu 1363 se prohlásil králem státu Wu (吴王, Wu wang).
 Čang Š’-čcheng svou vládou, nejvíce respektující konfuciánské ideály ze všech vládců v tehdejší Číně, získal přízeň džentry, velmi důležitou v bohatých a ekonomicky rozvinutých regionech, které ovládal.
Na obsazování říše Chan vojsky Ču Jüan-čanga reagoval Čang Š’-čcheng koncem roku 1364 preventivním útokem na Čuovo území. Snažil se o získání převahy, než bude nepřítel schopen využít potenciálu nově dobytých území. Ale ofenzíva byla na jaře 1365 odražena. Následoval protiútok. Spolu se svými generály se Ču rozhodl před konečným útokem na metropoli nepřítele, Su-čou, nejdříve „odstřihnout křídla“ Wu – obsadit území severně od Jang-c’-ťiang a wuskou část Če-ťiangu. Nejvyšším velitelem útočících vojsk byl jmenován Sü Ta; plán byl proveden, vzhledem k převaze Čuovy armády, bez větších potíží. Od prosince 1366 začalo desetiměsíční obléhání Su-čou, v říjnu 1367 bylo město dobyto a celé Wu pacifikováno. Sám Čang Š’-čcheng byl zajat, odvezen do Nankingu a zde zabit.